# Patagopteryx
Patagopteryx je monotypický rod ptáka z vyhynulého řádu Patagopterygiformes, jehož jediným popsaným druhem je P. deferrariisi Alvarenga & J.F. Bonaparte, 1992. Nálezy pochází z území dnešní severozápadní Patagonie v Argentině (Sierra Barrosa) a datovány byly do svrchní křídy z období před zhruba 80 miliony lety. Tento druh o velikosti kura domácího je nejstarším známým jednoznačným příkladem sekundární ztráty letových schopností u ptáků a jeho kostra jasně ukazuje, že jeho předky byli létající ptáci.
Končetiny rodu Patagopteryx vykazovaly srůsty kostí jako u moderních ptáků. Chyběla srostlá vidlice neboli furcula, takže pták musel postrádat osvalení potřebné k letu. Končetiny se vyznačovaly velmi krátkými stehenními kostmi, jak je pro ptáky pohybující se během typické. Druhý prst nesl zakřivený dráp, jenž ale zřejmě nesloužil jako zbraň. Rod Patagopteryx byl všežravý, pravděpodobně žil v hejnech potulujících se pláněmi Jižní Ameriky.